# Barreiros (Viseu)
Barreiros ist ein Ort und eine ehemalige Gemeinde (Freguesia) im portugiesischen Kreis Viseu. Die Gemeinde hatte 302 Einwohner (Stand 30. Juni 2011).
Am 29. September 2013 wurden die Gemeinden Barreiros und Cepões zur neuen Gemeinde União das Freguesias de Barreiros e Cepões zusammengeschlossen.